# Französische Männer-Handballnationalmannschaft
Die französische Männer-Handballnationalmannschaft repräsentiert den Handball-Verband Frankreichs als Auswahlmannschaft auf internationaler Ebene bei Länderspielen im Handball gegen Mannschaften anderer nationaler Verbände.

## Geschichte
Die Fédération Française de Handball wurde 1941 gegründet ist seit 1946 Mitglied in der Internationalen Handballföderation (IHF) und seit 1991 in der Europäischen Handballföderation (EHF).
In den 1970er und 1980er Jahren musste die Auswahl den Weg über die B-Weltmeisterschaft und 1980 und 1986 über die C-Weltmeisterschaft gehen, um sich für eine Weltmeisterschaft zu qualifizieren. Unter Trainer Daniel Costantini gelang der Aufstieg in die Weltspitze, zu der sie seit dem Gewinn der Silbermedaille bei der Weltmeisterschaft 1993 gehört.
Sie gewann die Rekordanzahl an sechs Weltmeisterschaften (1995, 2001, 2009, 2011, 2015 und 2017), die Olympischen Spiele 2008, 2012 und 2020 sowie vier Europameisterschaften (2006, 2010, 2014 und 2024).
Mit insgesamt 13 Goldmedaillen bei Handballgroßereignissen ist die französische Handballnationalmannschaft die erfolgreichste der Geschichte. Mit dem Gewinn der Goldmedaille bei Olympia 2008, der Weltmeisterschaft 2009 und der Europameisterschaft 2010 war die Mannschaft die erste, die gleichzeitig Titelträger in den drei größten internationalen Wettbewerben war. Mit dem Sieg bei der Weltmeisterschaft 2011 konnten die Franzosen dieses Triple erfolgreich verteidigen. Nach dem Sieg bei der Weltmeisterschaft 2015 gab es erneut ein Triple (Olympiasieg 2012, Europameister 2014 und Weltmeister 2015).

## Internationale Großereignisse

### Olympische Spiele
- Olympische Spiele 1972: nicht qualifiziert
- Olympische Spiele 1976: nicht qualifiziert
- Olympische Spiele 1980: nicht qualifiziert
- Olympische Spiele 1984: nicht qualifiziert
- Olympische Spiele 1988: nicht qualifiziert

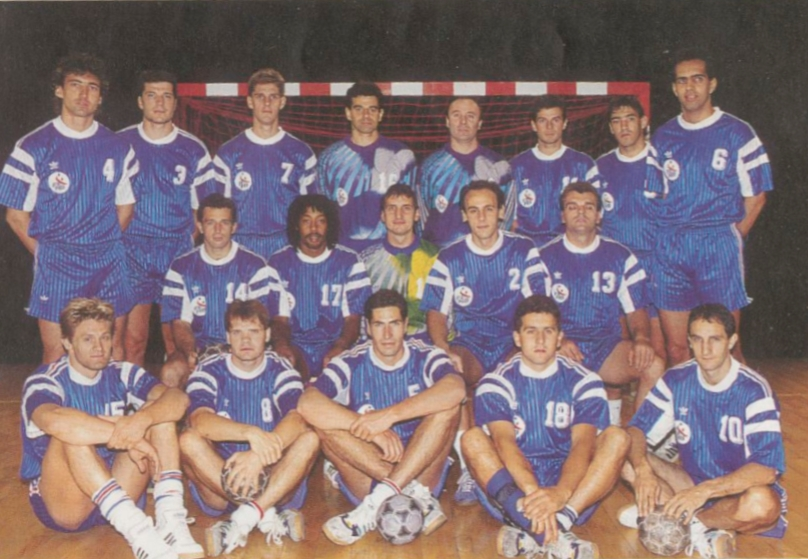
Die französische Auswahl vor den Olympischen Spielen 1992.

- Olympische Spiele 1992:  3. Platz (von 12 Mannschaften)

Kader: Jean-Luc Thiébaut (5 Spiele/0 Tore), Frédéric Perez (5/0), Denis Tristant (3/1), Philippe Médard (5/2), Stéphane Stoecklin (4/3), Gaël Monthurel (3/4), Philippe Debureau (5/7), Thierry Perreux (6/8), Éric Quintin (4/9), Alain Portes (4/9), Pascal Mahé (6/12), Jackson Richardson (7/12), Philippe Gardent (6/16), Frédéric Volle (7/23), Denis Lathoud (7/25/All-Star) Laurent Munier (7/26). Trainer: Daniel Costantini.
- Olympische Spiele 1996: 4. Platz (von 12 Mannschaften)

Kader: Bruno Martini (7 Spiele/0 Tore), Christian Gaudin (7/0), Pascal Mahé (4/2), Gaël Monthurel (4/3), Eric Amalou (4/5), Stéphane Cordinier (3/11), Stéphane Joulin (4/11), Grégory Anquetil (4/12), Denis Lathoud (6/15), Jackson Richardson (7/19), Raoul Prandi (6/20), Guéric Kervadec (7/21), Frédéric Volle (7/35/All-Star), Stéphane Stoecklin (6/39/All-Star). Trainer: Daniel Costantini.
- Olympische Spiele 2000: 6. Platz (von 12 Mannschaften)

Kader: Bruno Martini (8 Spiele/0 Tore), Christian Gaudin (8/0), Didier Dinart (8/2), Marc Wiltberger (4/4), Olivier Girault (4/4), Patrick Cazal (7/9), Stéphane Joulin (2/12), Jackson Richardson (7/14), Guéric Kervadec (7/16), Bertrand Gille (6/19), Grégory Anquetil (7/20), Cédric Burdet (7/20), Jérôme Fernandez (6/23), Andrej Golić (7/24), Guillaume Gille (8/25). Trainer: Daniel Costantini.
- Olympische Spiele 2004: 5. Platz (von 12 Mannschaften)

Kader: Yohann Ploquin (8 Spiele/0 Tore), Thierry Omeyer (8/0), Didier Dinart (8/1), Guéric Kervadec (7/4), Jackson Richardson (7/7), Daniel Narcisse (8/10), Cédric Burdet (6/13), Nikola Karabatić (6/14), Michaël Guigou (5/16), Joël Abati (8/17), Guillaume Gille (8/17), Olivier Girault (6/24), Bertrand Gille (8/29), Grégory Anquetil (8/30), Jérôme Fernandez (8/31). Trainer: Claude Onesta.
- Olympische Spiele 2008:  1. Platz (von 12 Mannschaften)

Kader: Daouda Karaboué (8 Spiele/0 Tore), Thierry Omeyer (8/0/All-Star), Cédric Paty (5/0), Didier Dinart (8/4), Christophe Kempé (8/5), Joël Abati (8/8), Jérôme Fernandez (3/8), Guillaume Gille (8/11), Cédric Burdet (8/15), Michaël Guigou (8/19), Olivier Girault (8/22), Luc Abalo (8/29), Bertrand Gille (8/35/All-Star), Daniel Narcisse (8/35/All-Star), Nikola Karabatić (8/37). Trainer: Claude Onesta.

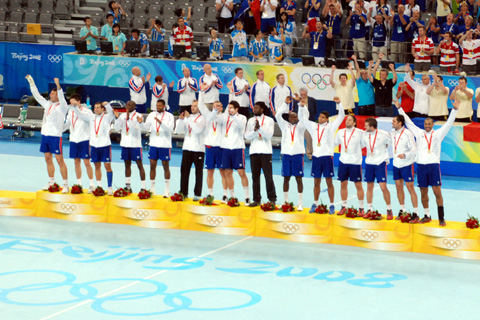
Die französische Männer-Handballnationalmannschaft bei der Siegerehrung bei den Olympischen Spielen 2008

- Olympische Spiele 2012:  1. Platz (von 12 Mannschaften)

Kader: Daouda Karaboué (8 Spiele/0 Tore), Thierry Omeyer (8/0/All-Star), Didier Dinart (8/0), Guillaume Gille (7/2), Bertrand Gille (8/8), William Accambray (3/11), Guillaume Joli (5/14), Michaël Guigou (8/15), Xavier Barachet (8/16), Luc Abalo (8/23), Cédric Sorhaindo (8/24), Nikola Karabatić (8/26/All-Star), Samuel Honrubia (7/28), Jérôme Fernandez (8/30), Daniel Narcisse (8/32). Trainer: Claude Onesta.

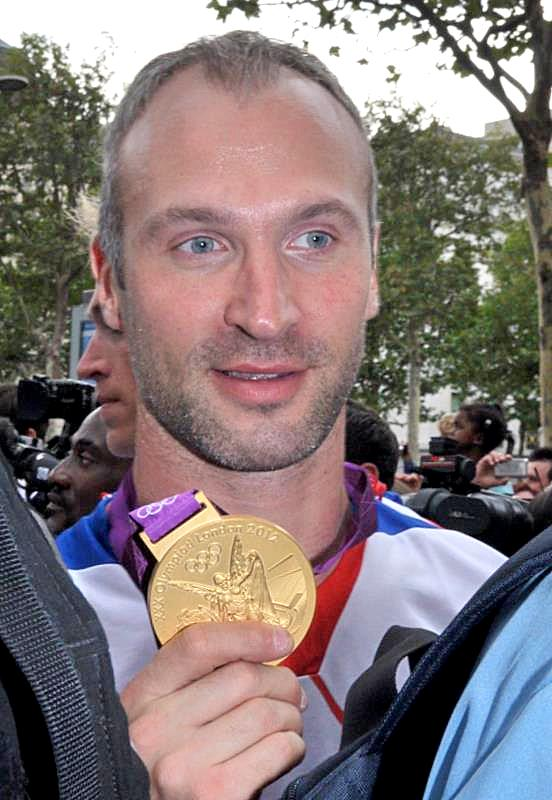
Thierry Omeyer
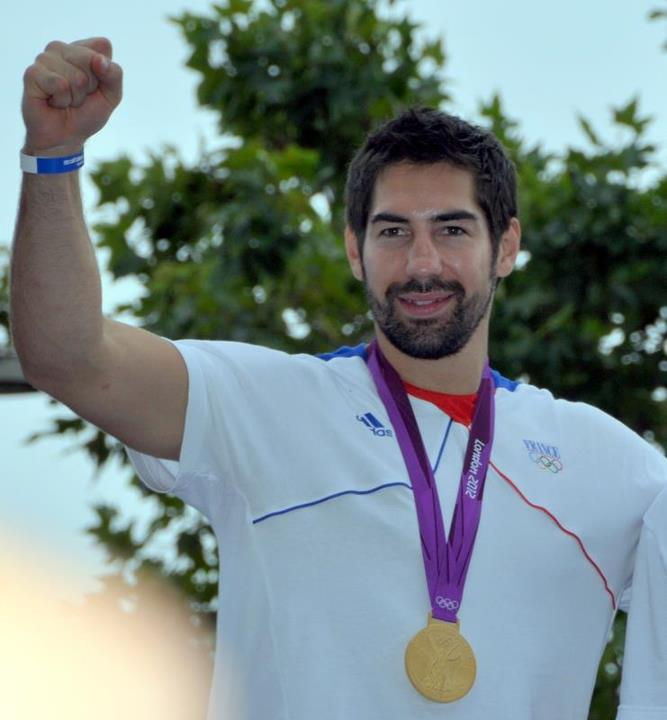
Nikola Karabatić
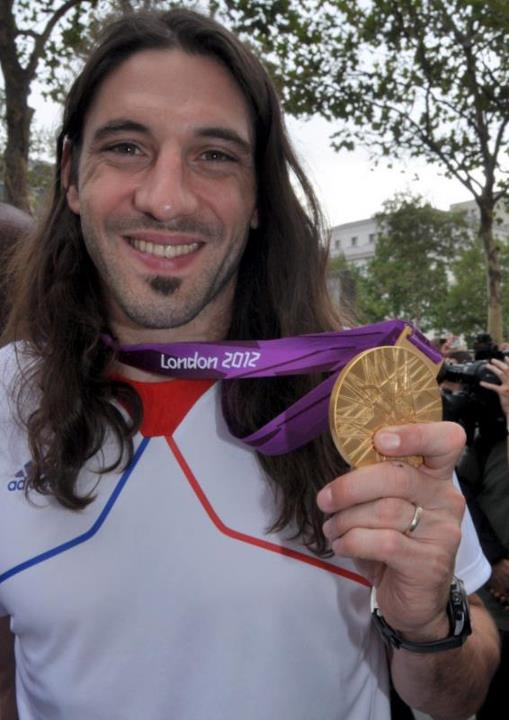
Bertrand Gille
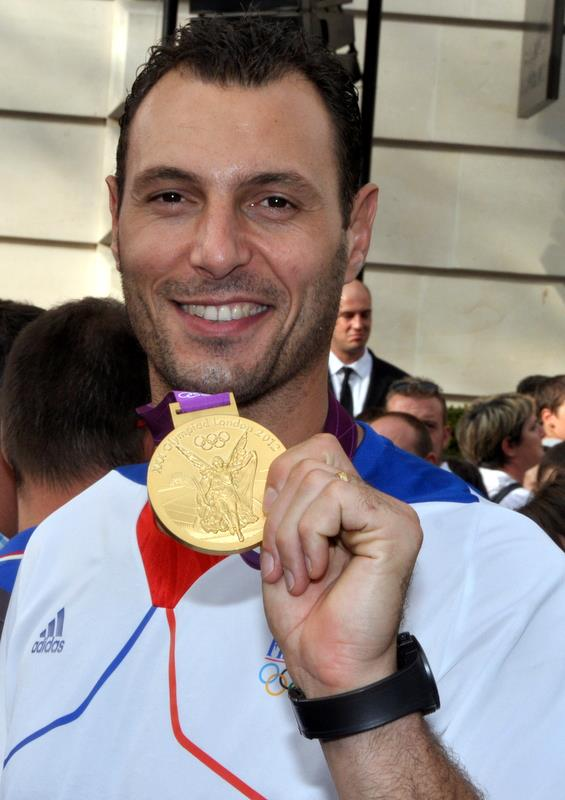
Jérôme Fernandez
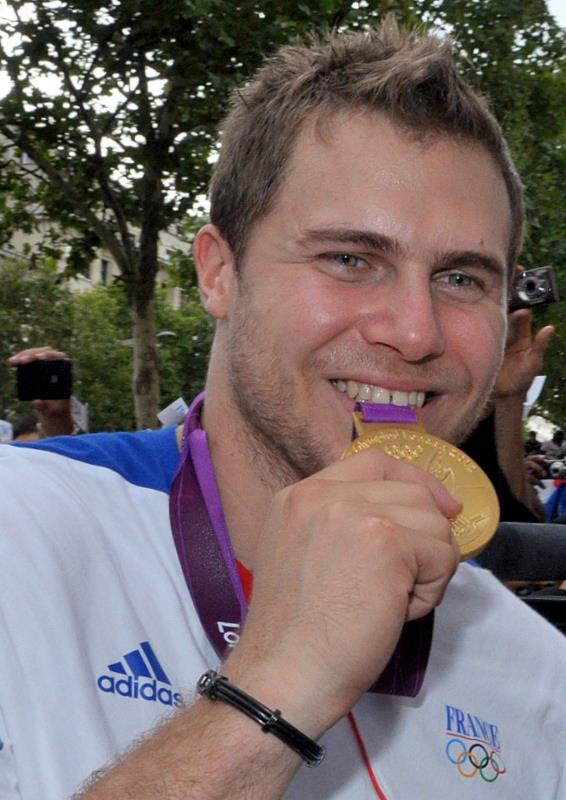
William Accambray

- Olympische Spiele 2016:  2. Platz (von 12 Mannschaften)

Kader: Thierry Omeyer (8 Spiele/0 Tore), Vincent Gérard (8/0), Olivier Nyokas (1/0), Ludovic Fabregas (6/2), Mathieu Grébille (6/9), Timothey N’Guessan (5/9), Luka Karabatić (8/10), Adrien Dipanda (8/14), Cédric Sorhaindo (8/19/All-Star), Luc Abalo (6/21), Kentin Mahé (8/26), Nikola Karabatić (8/26/All-Star), Daniel Narcisse (8/32), Valentin Porte (8/32/All-Star), Michaël Guigou (7/39). Trainer: Claude Onesta.
- Olympische Spiele 2020:  1. Platz (von 12 Mannschaften)

Kader: Vincent Gérard (8 Spiele/0 Tore/All-Star), Yann Genty (8/0), Romain Lagarde (3/2), Timothey N’Guessan (5/8), Luka Karabatić (8/11), Melvyn Richardson (3/11), Michaël Guigou (7/16), Valentin Porte (8/17), Luc Abalo (8/18), Kentin Mahé (8/19), Nicolas Tournat (7/19), Ludovic Fabregas (8/19/All-Star), Nikola Karabatić (8/22), Dika Mem (8/29), Hugo Descat (7/32/All-Star), Nedim Remili (8/32/All-Star). Trainer: Guillaume Gille.
- Olympische Spiele 2024: 8. Platz (von 12 Mannschaften)

Kader: Hugo Descat (6 Spiele / 34 Tore), Rémi Desbonnet (6/0), Ludovic Fabregas (6/17), Vincent Gérard (6/0), Luka Karabatic (6/1), Nikola Karabatic (6/6), Karl Konan (6/1), Yanis Lenne (3/4), Dika Mem (6/37), Aymeric Minne (3/3), Dylan Nahi (3/4), Valentin Porte (6/10), Elohim Prandi (6/21), Nedim Remili (6/12), Melvyn Richardson (6/7), Nicolas Tournat (3/6). Trainer: Guillaume Gille.

### Weltmeisterschaften
- Weltmeisterschaft 1938: nicht teilgenommen
- Weltmeisterschaft 1954: 6. Platz (von 6 Mannschaften)

Kader: Jean Ferignac, Jacques Pluen, Jean Robart, Claude Sagna, Michel Pichot, Félix Gaonac’h, Marcel Gaudion, Maurice Chastanier, Jean Lasnier, Bernard Santona, Pierre Imberty, Jean Goupy, Raymond Quaglia, Pierre Grenier. Trainer: ?.
- Weltmeisterschaft 1958: 9. Platz (von 16 Mannschaften)

Kader: Jean Ferignac, Yvan Robin, Maurice Chastanier, Gérard Dumont, Etienne Lupatin, Jean Goupy, Robert Rios, Michel Pichot, Georges Leroy, Jaques Moneghetti, Jaques Labrot, Michel Paolini, André Beaucourt, Marcel Lartigau, Jean-Claude Thomas, Jean-Pierre Lacoux. Trainer:  Bernhard Kempa.
- Weltmeisterschaft 1961: 8. Platz (von 12 Mannschaften)

Kader: Jean Férignac, Gilles Martineau, Maurice Friedrich, Jean-Louis Silvestro, Serge Gelé, Roger Lambert, Jean Goupy, Jean-Pierre Lacoux, Michel Paolini, Maurice Portes, Jean-Pierre Etcheverry, Jean-Claude Thomas, Jacques Moneghetti, Georges Leroy. Trainer: ?.
- Weltmeisterschaft 1964: 14. Platz (von 16 Mannschaften)

Kader: Jean Férignac, Richard Armbruster, René Richard, Max Vignat, Jean-Jacques Brunet, Pierre Mack, Maurice Chastanier, Marc Lambert, Roger Lambert, Jean-Pierre Etcheverry, Maurice Portes, André Sellenet, Maurice Zellner, Jean-Claude Hoinant, Alain Soulié. Trainer: ?.
- Weltmeisterschaft 1967: 10. Platz (von 16 Mannschaften)

Kader: Jean Férignac, Bernard Sellenet, Jean-Louis Silvestro, Jean-Jacques Brunet, Jean Nita, Jean Faye, René Richard, André Sellenet, Pierre Mack, Roger Lambert, Gérard Bellemans, Jean Labrosse, Alfred Alexandre, Guy Terrier, Maurice Portes, Jean-Pierre Etcheverry. Trainer: Jean-Pierre Lacoux.
- Weltmeisterschaft 1970: 12. Platz (von 16 Mannschaften)

Kader: Jean Férignac (0 Tore), Bernard Sellenet (0), Jean-Paul Laplagne (0), Jean-Jacques Brunet (2), Christian Lelarge (3), Jean-Michel Germain (4), René Richard (4), Rachid Aggoune (4), Jean-Pierre Carité (4), Maurice Portes (4), Claude Gallant (5), Jean-Luc Druais (5), André Nita (6), André Sellenet (9), Jean-Pierre Etcheverry (10), Michel Richard (20). Trainer: Serge Gelé.
- Weltmeisterschaft 1974: nicht qualifiziert
- Weltmeisterschaft 1978: 16. Platz (von 16 Mannschaften)

Kader: Francis Varinot (0 Tore), Guy Channen (0), Jean-Paul Martinet (1), Dominique Visioli (2), Jacques Bernardin (3), Daniel Donnet (3), Jacques Grandjean (3), Alain Nicaise (3), Bernard Rignac (4), Gérard Grave (4), Gérard Roussel (5), Denis Giraud (5), Jean-Pierre Rey (7), Jean-Michel Geoffroy (14). Trainer: Jean-Michel Germain.
- Weltmeisterschaft 1982: nicht qualifiziert
- Weltmeisterschaft 1986: nicht qualifiziert
- Weltmeisterschaft 1990: 9. Platz (von 16 Mannschaften)

Kader: Philippe Médard (0 Tore), Jean-Luc Thiébaut (0), Daniel Hager (1), Gaël Monthurel (2), Gilles Derot (4), Stéphane Stoecklin (8), Éric Quintin (9), Jackson Richardson (10/MVP), Alain Portes (11), Philippe Gardent (12), Pascal Mahé (16), Thierry Perreux (17), Frédéric Volle (33), Philippe Debureau (38). Trainer: Daniel Costantini.
- Weltmeisterschaft 1993:  2. Platz (von 16 Mannschaften)

Kader: Christian Gaudin, Jean-Luc Thiébaut, Frédéric Perez, Pascal Mahé, Philippe Schaaf, Frédéric Volle, Denis Lathoud, Philippe Julia, Patrick Lepetit, Gaël Monthurel, Éric Quintin, Philippe Gardent, Thierry Perreux, Laurent Munier, Jackson Richardson, Stéphane Stoecklin. Trainer: Daniel Costantini.
- Weltmeisterschaft 1995:  1. Platz (von 24 Mannschaften)

Kader: Christian Gaudin (3 Spiele/0 Tore), Bruno Martini (6/0), Yohann Delattre (9/0), Patrick Cazal (mind. 1/0), Pascal Mahé (9/1), Philippe Gardent (mind. 1/1), Gaël Monthurel (mind. 6/7), Éric Quintin (9/7), Thierry Perreux (2/7), Laurent Munier (mind. 8/12), Jackson Richardson (mind. 7/15/All-Star/MVP), Denis Lathoud (9/18), Grégory Anquetil (7/28), Frédéric Volle (9/34), Guéric Kervadec (9/42), Stéphane Stoecklin (9/46). Trainer: Daniel Costantini.
- Weltmeisterschaft 1997:  3. Platz (von 24 Mannschaften)

Kader: Christian Gaudin, Bruno Martini, Francis Franck, Éric Amalou, Patrick Cazal, Stéphane Cordinier, Guillaume Gille, Stéphane Joulin, Philippe Julia, Guéric Kervadec (All-Star), Bernard Latchimy, Yannick Reverdy, Jackson Richardson, Marc Wiltberger, Semir Zuzo, Stéphane Stoecklin (50 Tore). Trainer: Daniel Costantini.
- Weltmeisterschaft 1999: 6. Platz (von 24 Mannschaften)

Kader: Yohann Delattre, Francis Franck, Christian Gaudin, Cédric Burdet, Patrick Cazal, Didier Dinart, Jérôme Fernandez, Bertrand Gille, Andrej Golić, Stéphane Joulin, Guéric Kervadec, Laurent Puigségur, Jackson Richardson, Marc Wiltberger, Stéphane Stoecklin. Trainer: Daniel Costantini.
- Weltmeisterschaft 2001:  1. Platz (von 24 Mannschaften)

Kader: Christian Gaudin (5 Spiele/0 Tore), Bruno Martini (7/0), Thierry Omeyer (5/0), Didier Dinart (9/1), Stéphane Plantin (2/7), Daniel Narcisse (5/8), Laurent Puigségur (6/8), Olivier Girault (5/11), Guillaume Gille (7/13), Jackson Richardson (7/17), Andrej Golić (6/18), Grégory Anquetil (7/21), Patrick Cazal (9/26), Joël Abati (9/29), Bertrand Gille (9/35/All-Star), Jérôme Fernandez (9/39). Trainer: Daniel Costantini.
- Weltmeisterschaft 2003:  3. Platz (von 24 Mannschaften)

Kader: Bruno Martini (9 Spiele/0 Tore), Thierry Omeyer (9/0), Didier Dinart (9/1), Christophe Kempé (9/9), Olivier Girault (5/14), Jackson Richardson (9/14), Andrej Golić (5/16), Joël Abati (8/17), Cédric Burdet (9/19), François-Xavier Houlet (9/19), Jérôme Fernandez (9/20), Grégory Anquetil (9/21), Bertrand Gille (9/29), Patrick Cazal (9/38/All-Star), Daniel Narcisse (9/40). Trainer: Claude Onesta.
- Weltmeisterschaft 2005:  3. Platz (von 24 Mannschaften)

Kader: Thierry Omeyer (10 Spiele/0 Tore), Daouda Karaboué (10/0), Didier Dinart (10/6), Guillaume Gille (6/8), Guéric Kervadec (10/10), Christophe Kempé (10/12), Jackson Richardson (9/12), Jérôme Fernandez (8/24), Cédric Burdet (9/24), Daniel Narcisse (9/24), Olivier Girault (10/26), Joël Abati (10/26), Grégory Anquetil (10/38), Nikola Karabatić (9/43), Michaël Guigou (10/48). Trainer: Claude Onesta.
- Weltmeisterschaft 2007: 4. Platz (von 24 Mannschaften)

Kader: Thierry Omeyer (9 Spiele/0 Tore), Yohann Ploquin (7/0), Daouda Karaboué (4/0), Didier Dinart (10/1), Sébastien Bosquet (3/5), Christophe Kempé (10/6), Cédric Burdet (8/8), Olivier Girault (9/11), Guillaume Gille (10/13), Joël Abati (10/26), Bertrand Gille (10/28), Jérôme Fernandez (10/31), Luc Abalo (10/39), Michaël Guigou (10/40), Daniel Narcisse (10/42), Nikola Karabatić (10/50/All-Star). Trainer: Claude Onesta.
- Weltmeisterschaft 2009:  1. Platz (von 24 Mannschaften)

Kader: Thierry Omeyer (10 Spiele/0 Tore/All-Star), Daouda Karaboué (10/0), Xavier Barachet (2/1), Sébastien Ostertag (6/1), Joël Abati (2/1), Didier Dinart (7/4), Christophe Kempé (9/4), Sébastien Bosquet (8/10), Guillaume Joli (8/10), Franck Junillon (8/13), Guillaume Gille (10/19), Cédric Sorhaindo (10/24), Daniel Narcisse (10/28), Jérôme Fernandez (9/37), Nikola Karabatić (10/45/All-Star), Luc Abalo (10/47), Michaël Guigou (10/52/All-Star). Trainer: Claude Onesta.

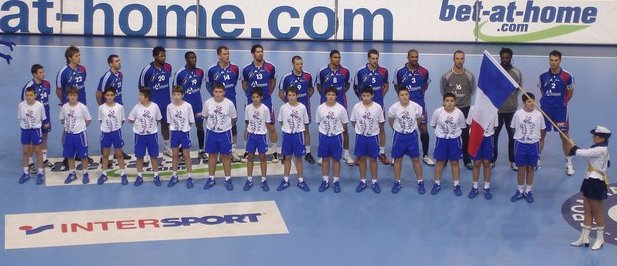
Die französische Männer-Handballnationalmannschaft bei der Weltmeisterschaft 2009

- Weltmeisterschaft 2011:  1. Platz (von 24 Mannschaften)

Kader: Thierry Omeyer (10 Spiele/0 Tore/All-Star), Daouda Karaboué (10/0), Didier Dinart (10/2), Franck Junillon (7/3), Sébastien Bosquet (4/6), Bertrand Roiné (7/8), Arnaud Bingo (10/8), Cédric Sorhaindo (10/13), Samuel Honrubia (10/16), Guillaume Joli (10/22), Xavier Barachet (10/27), Luc Abalo (10/33), Bertrand Gille (10/34), Jérôme Fernandez (10/34), William Accambray (10/34), Michaël Guigou (10/36), Nikola Karabatić (10/51/All-Star/MVP). Trainer: Claude Onesta.
- Weltmeisterschaft 2013: 6. Platz (von 24 Mannschaften)

Kader: Thierry Omeyer (7 Spiele/0 Tore), Daouda Karaboué (7/0), Didier Dinart (7/0), Grégoire Detrez (5/1), Timothey N’Guessan (2/3), Sébastien Bosquet (4/7), Valentin Porte (5/10), Xavier Barachet (7/12), William Accambray (7/14), Daniel Narcisse (7/15), Cédric Sorhaindo (6/17), Jérôme Fernandez (7/21), Luc Abalo (7/24), Nikola Karabatić (7/25), Michaël Guigou (7/28), Samuel Honrubia (7/30). Trainer: Claude Onesta.
- Weltmeisterschaft 2015:  1. Platz (von 24 Mannschaften)

Kader: Thierry Omeyer (9 Spiele/0 Tore/All-Star/MVP), Cyril Dumoulin (9/0), Samuel Honrubia (1/0), Igor Anic (9/2), Mathieu Grébille (8/3), Luka Karabatić (9/7), Alix Kévynn Nyokas (9/9), Jérôme Fernandez (9/9), William Accambray (9/14), Xavier Barachet (9/18), Kentin Mahé (9/18), Daniel Narcisse (7/21), Cédric Sorhaindo (9/29), Valentin Porte (9/30), Guillaume Joli (9/30), Nikola Karabatić (9/33/All-Star), Michaël Guigou (9/36). Trainer: Claude Onesta.
- Weltmeisterschaft 2017:  1. Platz (von 24 Mannschaften)

Kader: Thierry Omeyer (9 Spiele/0 Tore), Vincent Gérard (9/1/All-Star), Luka Karabatić (2/1), Dika Mem (6/2), William Accambray (9/6), Timothey N’Guessan (7/7), Luc Abalo (9/12), Guy Olivier Nyokas (9/12), Adrien Dipanda (9/15), Daniel Narcisse (9/18), Cédric Sorhaindo (9/21), Valentin Porte (9/25), Michaël Guigou (9/27), Ludovic Fabregas (9/30), Nikola Karabatić (9/31/MVP), Nedim Remili (9/37/All-Star), Kentin Mahé (9/37). Trainer: Didier Dinart.
- Weltmeisterschaft 2019:  3. Platz (von 24 Mannschaften)

Kader: Cyril Dumoulin (10 Spiele/0 Tore), Adrien Dipanda (10/0), Cédric Sorhaindo (4/0), Nicolas Claire (4/0), Vincent Gérard (10/2), Nikola Karabatić (6/4), Luka Karabatić (10/8), Romain Lagarde (10/11), Valentin Porte (10/14), Mathieu Grébille (10/19), Michaël Guigou (10/20), Luc Abalo (10/20), Timothey N’Guessan (10/26), Melvyn Richardson (6/26), Dika Mem (10/27), Nedim Remili (10/28), Ludovic Fabregas (10/28), Kentin Mahé (10/44). Trainer: Didier Dinart.
- Weltmeisterschaft 2021: 4. Platz (von 32 Mannschaften)

Kader: Yann Genty (6 Spiele/0 Tore), Wesley Pardin (3/0), Adrien Dipanda (1/9), Vincent Gérard (9/2), Nicolas Claire (2/2), Luka Karabatić (9/8), Melvyn Richardson (9/9), Jean-Jacques Acquevillo (6/9), Romain Lagarde (9/10), Timothey N’Guessan (3/11), Luc Abalo (9/14), Nicolas Tournat (9/16), Valentin Porte (9/17), Michaël Guigou (9/18), Nedim Remili (9/21), Ludovic Fabregas (9/26/All-Star), Dika Mem (9/32), Kentin Mahé (9/33), Hugo Descat (9/38). Trainer: Guillaume Gille.
- Weltmeisterschaft 2023:  2. Platz (von 32 Mannschaften)

Kader: Vincent Gérard (9 Spiele/0 Tore), Rémi Desbonnet (9/1), Charles Bolzinger (3/0), Luka Karabatić (7/3), Romain Lagarde (9/4), Nikola Karabatić (7/8), Valentin Porte (8/9), Mathieu Grébille (9/13), Dylan Nahi (9/15), Elohim Prandi (9/18), Thibaud Briet (6/20), Dika Mem (5/21), Melvyn Richardson (9/27), Yanis Lenne (9/27), Ludovic Fabregas (9/31), Nicolas Tournat (9/33), Nedim Remili (9/35/All-Star), Kentin Mahé (9/36). Trainer: Guillaume Gille.
- Weltmeisterschaft 2025:  3. Platz (von 32 Mannschaften)
- Weltmeisterschaft 2029: qualifiziert als Co-Gastgeber

#### B- und C-Weltmeisterschaften

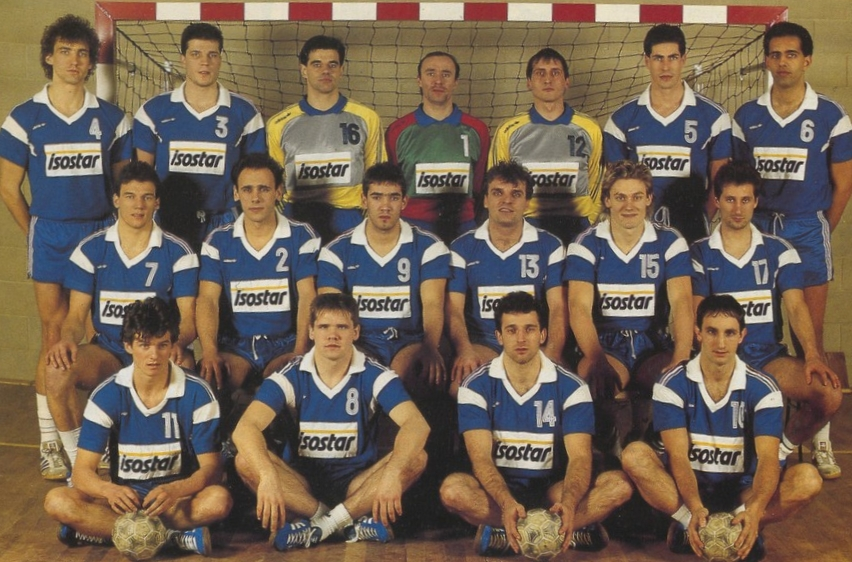
Die französische Auswahl vor der B-Weltmeisterschaft 1989.

- B-Weltmeisterschaft 1977: 7. Platz (von 12 Mannschaften)

Kader: Francis Varinot (5 Spiele/0 Tore), Guy Channen (5/0), Jean-Louis Legrand (4/10), Gilles Meyer (5/19), Gérard Maurette (3/0), Gérard Roussel (5/3), Jean-Pierre Rey (4/15), Jean-Michel Geoffroy (2/3), Raoul Buchheit (4/5), Alain Nicaise (4/9), Pierre Alba (4/6), Jean-Paul Martinet (3/2), Gérard Grave (2/2), Jacques Grandjean (5/7), Daniel Donnet (3/6), Joseph Alaimo (2/0). Trainer: Fernand Zaegel.
- B-Weltmeisterschaft 1979: 12. Platz (von 12 Mannschaften)/Abstieg in C-Klasse

Kader: Francis Varinot (0 Tore), Guy Channen (0), Gérard Roussel (0), Bernard Rignac (2), Jacques Grandjean (3), Joseph Alaimo (3), Éric Cailleaux (4), Jean-Pierre Rey (4), Gilles Meyer (5), Jean-Paul Martinet (6), Bernard Boutellier (7), Alain Nicaise (7), Dominique Visioli (10), Denis Giraud (12), Jean-Michel Geoffroy (23). Trainer: Jean-Michel Germain.
- C-Weltmeisterschaft 1980: 2. Platz (von 10 Mannschaften)/Aufstieg in B-Klasse

Kader: Bernard Gaffet (0 Tore), Francis Varinot (0), Marcel Merlaud (0), Sylvain Nouet (0), Patrick Boulle (0), Michel Cicut (1), Roland Indriliunas (3), Joseph Alaimo (6), Eddie Couriol (7), Dominique Deschamps (8), Dominique Visioli (10), Marc Méjean (12), Éric Cailleaux (13), Jean-Michel Serinet (18), Jean-Michel Geoffroy (21), Philippe Germain (26). Trainer: Jean Nita.
- B-Weltmeisterschaft 1981: 6. Platz (von 12 Mannschaften)

Kader: Bernard Morel (0 Tore), (zweiter Torwart unbekannt), Bernard Gaffet (1), Patrick Persichetti (2), Michel Cicut (3), Joël Casagrande (4), Dominique Deschamps (7), Marc-Henri Bernard (7), Eddie Couriol (8), Jean-Michel Serinet (10), Éric Cailleaux (20), Jean-Michel Geoffroy (21), Philippe Germain (35). Trainer: Jean-Michel Germain.
- B-Weltmeisterschaft 1983: 8. Platz (von 12 Mannschaften)

Kader: Patrick Boullé (0 Tore), Bernard Morel (0), Marcel Merlaud (0), Lionel Nicolas (0), Joël Casagrande (0), Marc-Henri Bernard (2), Patrick Persichetti (2), Dominique Deschamps (8), Sylvain Nouet (11), Eddie Couriol (11), Michel Cicut (12), Bernard Gaffet (18), Jean-Michel Geoffroy (21), Éric Cailleaux (24), Jean-Michel Serinet (31). Trainer: Jean Nita.
- B-Weltmeisterschaft 1985: 11. Platz (von 16 Mannschaften)/Abstieg in C-Klasse

Kader: Patrick Boullé (0 Tore), Philippe Médard (0), Frédéric Perez (0), David Néguédé (2), Christophe Esparre (5), Thierry Perreux (6), Jean-Michel Serinet (6), Marc-Henri Bernard (7), Michel Cicut (9), Dominique Deschamps (11), Pascal Mahé (13), Éric Cailleaux (14), Alain Portes (14), Philippe Germain (15), Philippe Gardent (20), Bernard Gaffet (43). Trainer: Jean Nita.
- C-Weltmeisterschaft 1986: 1. Platz (von 11 Mannschaften)/Aufstieg in B-Klasse

Kader: Patrick Boullé (0 Tore), Philippe Médard (0), Michel Destombes (0), Jean-Michel Serinet (2), Marc-Henri Bernard (6), Christophe Esparre (6), Daniel Hager (6), Philippe Gardent (7), Bernard Gaffet (8), Dominique Deschamps (10), Thierry Perreux (13), Gilles Derot (17), Philippe Debureau (17), Alain Portes (20), Pascal Mahé (24). Trainer: Daniel Costantini.

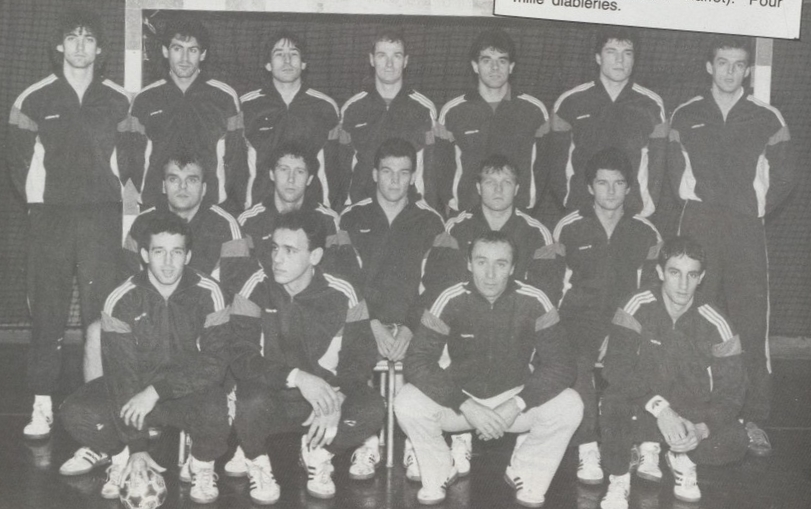
Die Mannschaft bei der C-Weltmeisterschaft 1986.

- B-Weltmeisterschaft 1987: 8. Platz (von 16 Mannschaften)

Kader: Patrick Boullé (0 Tore), Dominique Deschamps (0), Philippe Médard (1), Frédéric Perez (1), Stéphane Huet (2), David Néguédé (3), Daniel Hager (3), Patrick Lasfont (5), Christophe Esparre (5), Pascal Mahé (6), Alain Portes (11), Jean-Michel Serinet (12), Thierry Perreux (12), Gilles Derot (15), Philippe Debureau (19), Philippe Gardent (24), Bernard Gaffet (30). Trainer: Daniel Costantini.
- B-Weltmeisterschaft 1989: 5. Platz (von 16 Mannschaften)

Kader: Philippe Médard (0 Tore), Jean-Luc Thiébaut (0), Gilles Derot (14), Pascal Mahé (10), Philippe Debureau (38), Frédéric Volle (37), Daniel Hager (2), Denis Tristant (4), Alain Portes (21), Éric Quintin (2), Philippe Gardent (12), Thierry Perreux (13). Trainer: Daniel Costantini.

### Europameisterschaften
- Europameisterschaft 1994: 6. Platz (von 12 Mannschaften)

Kader: Bruno Martini (0 Tore), Christian Gaudin (0), Yohann Delattre (0), Thierry Perreux (5), Guéric Kervadec (5), Marc Wiltberger (5), Éric Quintin (7), Gaël Monthurel (8), Philippe Gardent (9), Stéphane Stoecklin (14), Philippe Schaaf (14), Laurent Munier (15), Jackson Richardson (15), François-Xavier Houlet (16), Frédéric Volle (31). Trainer: Daniel Costantini.
- Europameisterschaft 1996: 7. Platz (von 12 Mannschaften)

Kader: Bruno Martini (6 Spiele/0 Tore), Christian Gaudin (6/0), Philippe Schaaf (6/2), Gaël Monthurel (6/4), Pascal Mahé (6/5), Stéphane Cordinier (3/7), Stéphane Joulin (3/8), Franck Maurice (3/9), Denis Lathoud (4/9), Marc Wiltberger (5/9), Guéric Kervadec (5/11), Grégory Anquetil (3/12), Jackson Richardson (5/15), Raoul Prandi (5/24), Stéphane Stoecklin (6/39). Trainer: Daniel Costantini.
- Europameisterschaft 1998: 7. Platz (von 12 Mannschaften)

Kader: Christian Gaudin (5 Spiele/0 Tore), Pascal Léandri (3/0), Francis Franck (4/0), Benoît Varloteaux (3/0), Didier Dinart (6/2), Guéric Kervadec (6/8), Jackson Richardson (5/8), Semir Zuzo (5/8), Olivier Girault (5/10), Cédric Burdet (6/12), Andrej Golić (4/12), Patrick Cazal (4/13), Guillaume Gille (5/19), Stéphane Stoecklin (5/23), Jérôme Fernandez (6/25). Trainer: Daniel Costantini.
- Europameisterschaft 2000: 4. Platz (von 12 Mannschaften)

Kader: Bruno Martini (7 Spiele/0 Tore), Christian Gaudin (7/0), Olivier Girault (6/2), Didier Dinart (7/4), Laurent Puigségur (7/6), Marc Wiltberger (7/8), Stéphane Joulin (4/10), Grégory Anquetil (4/12), Andrej Golić (7/15), Cédric Burdet (7/16), Jackson Richardson (7/30/All-Star/MVP), Bertrand Gille (7/30), Patrick Cazal (7/40/All-Star). Trainer: Daniel Costantini.
- Europameisterschaft 2002: 6. Platz (von 16 Mannschaften)

Kader: Bruno Martini (7 Spiele/0 Tore), Christian Gaudin (6/0), Didier Dinart (7/0), Christophe Kempé (7/0), Thierry Omeyer (2/0), Franck Junillon (6/1), Patrick Cazal (5/7), Jackson Richardson (7/11), Stéphane Plantin (4/14), Daniel Narcisse (6/14), Cédric Burdet (7/15), Joël Abati (6/17), Guillaume Gille (7/18), Bertrand Gille (7/26), Olivier Girault (7/27), Jérôme Fernandez (7/30). Trainer: Claude Onesta.
- Europameisterschaft 2004: 6. Platz (von 16 Mannschaften)

Kader: Thierry Omeyer (7 Spiele/0 Tore), Nicolas Lemonne (4/0), Yohann Ploquin (4/0), Didier Dinart (7/2), Franck Junillon (6/5), Jérôme Fernandez (2/7), Patrick Cazal (7/9), Andrej Golić (7/9), Christophe Kempé (7/10), Joël Abati (7/10), Olivier Girault (6/15), Guillaume Gille (6/18), Cédric Burdet (7/22), Bertrand Gille (7/22), Grégory Anquetil (7/24), Nikola Karabatić (7/35/All-Star). Trainer: Claude Onesta.
- Europameisterschaft 2006:  1. Platz (von 16 Mannschaften)

Kader: Thierry Omeyer (8 Spiele/0 Tore/All-Star), Yohann Ploquin (8/0), Geoffroy Krantz (1/0), Didier Dinart (8/6), Christophe Kempé (8/7), Sébastien Bosquet (8/8), Guillaume Gille (8/14), Olivier Girault (8/14), Daniel Narcisse (8/18), Bertrand Gille (8/22), Luc Abalo (8/23), Michaël Guigou (7/27), Jérôme Fernandez (8/32), Joël Abati (8/32), Nikola Karabatić (8/40). Trainer: Claude Onesta.
- Europameisterschaft 2008:  3. Platz (von 16 Mannschaften)

Kader: Thierry Omeyer (8 Spiele/0 Tore), Yohann Ploquin (1/0), Daouda Karaboué (7/0), Geoffroy Krantz (1/1), Laurent Busselier (3/1), Didier Dinart (8/4), Guillaume Gille (8/5), Christophe Kempé (8/6), Sébastien Ostertag (5/6), Fabrice Guilbert (8/7), Cédric Paty (8/10), Bertrand Gille (7/17), Jérôme Fernandez (8/26), Olivier Girault (7/29), Luc Abalo (8/31), Daniel Narcisse (8/43/All-Star), Nikola Karabatić (8/44/MVP/Torschützenkönig). Trainer: Claude Onesta.
- Europameisterschaft 2010:  1. Platz (von 16 Mannschaften)

Kader: Thierry Omeyer (8 Spiele/0 Tore), Daouda Karaboué (8/0), Didier Dinart (8/0), Grégoire Detrez (3/0), Xavier Barachet (2/0), Franck Junillon (8/3), Sébastien Ostertag (7/3), Guillaume Gille (8/6), Bertrand Gille (5/9), Sébastien Bosquet (8/12), Jérôme Fernandez (8/19), Cédric Sorhaindo (8/21), Guillaume Joli (8/22), Daniel Narcisse (8/30), Luc Abalo (8/30/All-Star), Michaël Guigou (8/30), Nikola Karabatić (8/40/All-Star). Trainer: Claude Onesta.

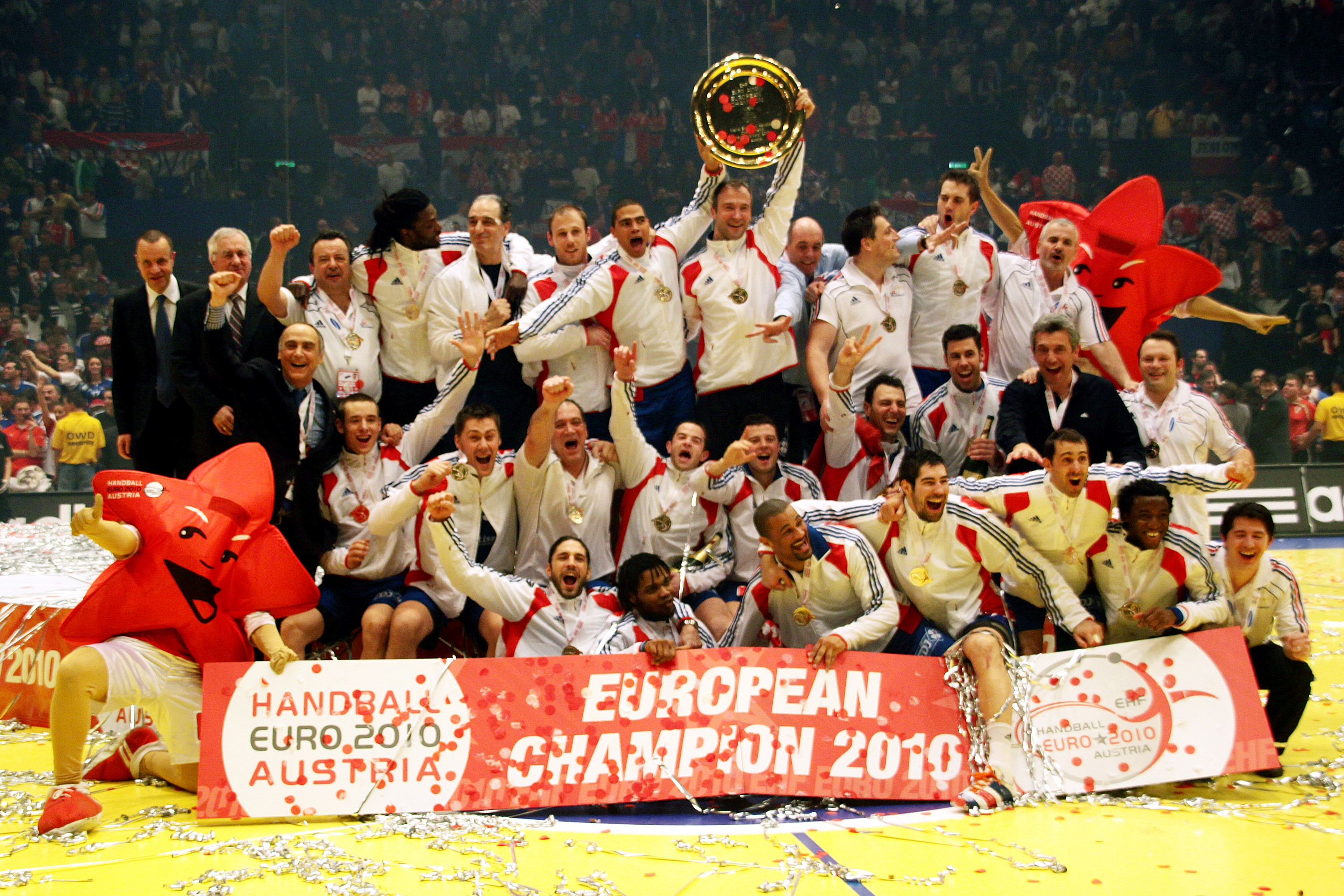
Die französische Männer-Handballnationalmannschaft bei der Siegerehrung bei der Europameisterschaft 2010

- Europameisterschaft 2012: 11. Platz (von 16 Mannschaften)

Kader: Thierry Omeyer (6 Spiele/0 Tore), Daouda Karaboué (6/0), Didier Dinart (6/1), Guillaume Gille (6/1), Michaël Guigou (2/4), Cédric Sorhaindo (3/4), Grégoire Detrez (6/4), Samuel Honrubia (4/4), Nikola Karabatić (6/6), Arnaud Bingo (6/12), Guillaume Joli (6/13), William Accambray (6/13), Bertrand Gille (6/16), Daniel Narcisse (6/16), Luc Abalo (6/18), Xavier Barachet (6/20), Jérôme Fernandez (6/21). Trainer: Claude Onesta.
- Europameisterschaft 2014:  1. Platz (von 16 Mannschaften)

Kader: Thierry Omeyer (6 Spiele/0 Tore), Cyril Dumoulin (8/0), Vincent Gérard (3/0), Luka Karabatić (8/0), Mathieu Grébille (8/8), William Accambray (8/9), Jérôme Fernandez (8/12), Igor Anic (8/12), Alix Kévynn Nyokas (8/13), Samuel Honrubia (8/14), Guillaume Joli (8/22), Daniel Narcisse (8/23), Cédric Sorhaindo (8/23), Valentin Porte (5/24), Luc Abalo (8/31/All-Star), Nikola Karabatić (8/32/MVP), Michaël Guigou (8/36). Trainer: Claude Onesta.
- Europameisterschaft 2016: 5. Platz (von 16 Mannschaften)

Kader: Vincent Gérard (7 Spiele/0 Tore), Thierry Omeyer (7/1), Adrien Dipanda (2/1), Samuel Honrubia (7/2), Ludovic Fabregas (7/3), Théo Derot (7/7), Nedim Remili (7/10), Luka Karabatić (7/11), Benoît Kounkoud (7/11), Guy Olivier Nyokas (7/16), Valentin Porte (7/17), Kentin Mahé (6/18), Daniel Narcisse (7/19), Michaël Guigou (7/21), Cédric Sorhaindo (7/23), Luc Abalo (6/24), Nikola Karabatić (7/26). Trainer: Claude Onesta.
- Europameisterschaft 2018:  3. Platz (von 16 Mannschaften)

Kader: Cyril Dumoulin (8 Spiele/0 Tore), Vincent Gérard (8/1/All-Star), Benjamin Afgour (4/0), Nicolas Claire (8/5), Romain Lagarde (5/6), Timothey N’Guessan (3/8), Nicolas Tournat (8/9), Luka Karabatić (5/10), Adrien Dipanda (8/10), Raphaël Caucheteux (8/13), Nedim Remili (7/16), Michaël Guigou (8/18), Luc Abalo (8/20), Cédric Sorhaindo (8/20), Valentin Porte (8/22), Dika Mem (7/22), Nikola Karabatić (8/30), Kentin Mahé (8/34). Trainer: Didier Dinart.
- Europameisterschaft 2020: 14. Platz (von 24 Mannschaften)

Kader: Wesley Pardin (2 Spiele/0 Tore), Yann Genty (1/0), Nicolas Claire (1/0), Cédric Sorhaindo (3/1), Mathieu Grébille (3/1), Adrien Dipanda (3/1), Nicolas Tournat (3/1), Vincent Gérard (3/2), Elohim Prandi (3/2), Nedim Remili (2/4), Romain Lagarde (3/5), Dika Mem (3/7), Melvyn Richardson (3/7), Nikola Karabatić (3/8), Luc Abalo (3/8), Valentin Porte (3/8), Michaël Guigou (3/13), Ludovic Fabregas (3/14). Trainer: Didier Dinart.
- Europameisterschaft 2022: 4. Platz (von 24 Mannschaften)

Kader: Vincent Gérard (9 Spiele/0 Tore), Wesley Pardin (8/0), Rémi Desbonnet (1/0), Mathieu Grébille (2/2), Théo Monar (4/2), Thibaud Briet (6/3), Karl Konan (7/0), Romain Lagarde (7/9), Valentin Porte (9/10), Dylan Nahi (8/13), Benoît Kounkoud (9/14), Nikola Karabatić (8/15), Ludovic Fabregas (8/16), Yanis Lenne (9/19), Kentin Mahé (5/20), Nicolas Tournat (8/22), Aymeric Minne (9/35), Dika Mem (9/36), Hugo Descat (9/43). Trainer: Guillaume Gille.
- Europameisterschaft 2024:  1. Platz (von 24 Mannschaften)

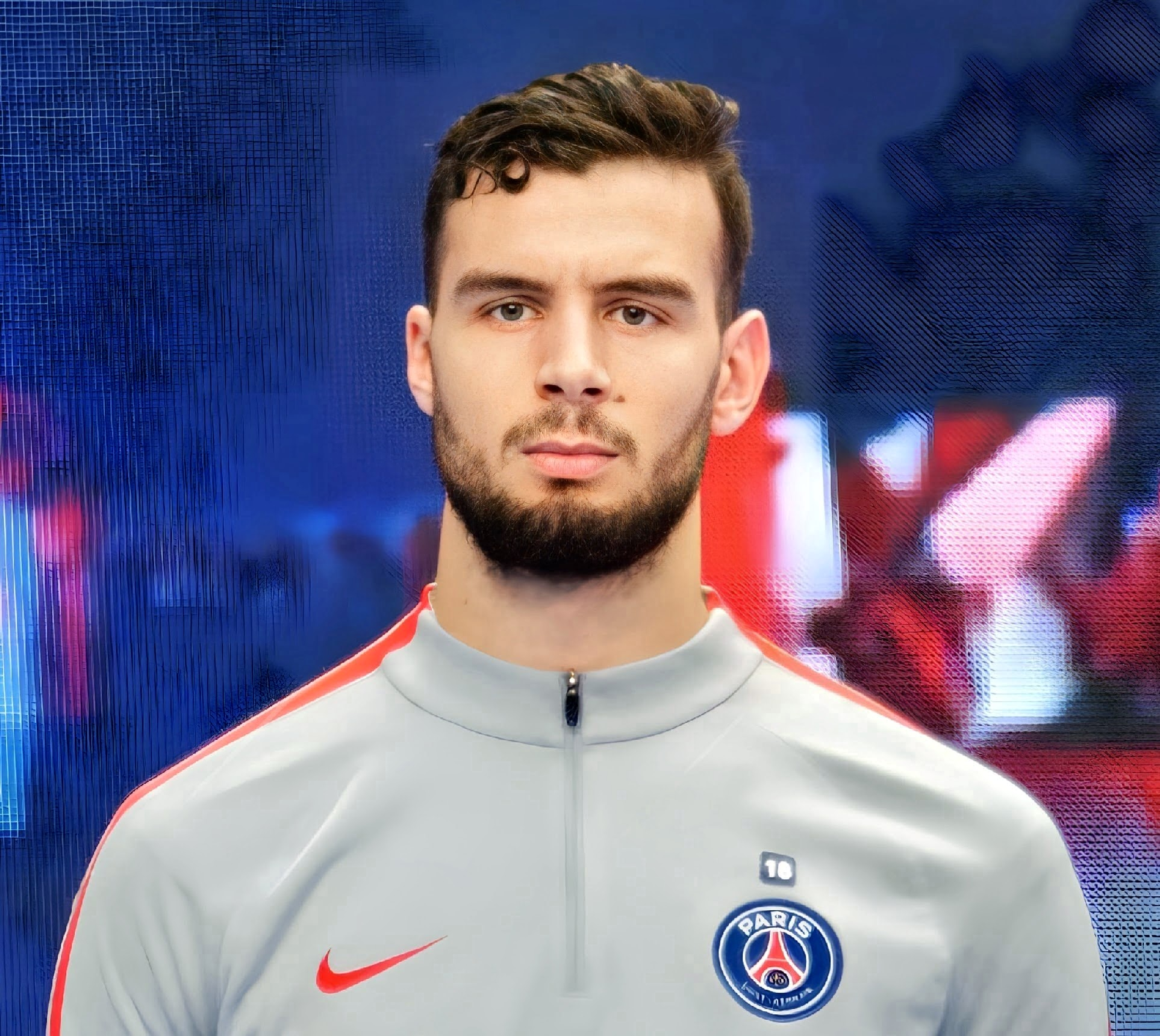
Nedim Remili wurde als bester Spieler der Euro 2024 ausgezeichnet

- Europameisterschaft 2026: qualifiziert

## Weitere Turnierteilnahmen

### Mittelmeerspiele
Bei den Mittelmeerspielen in verschiedenen Ländern des Mittelmeerraumes ist Handball seit 1967, mit Ausnahme von 1971, fester Bestandteil. Dort erreichte die Auswahl folgende Platzierungen:
- Mittelmeerspiele 1967: nicht teilgenommen
- Mittelmeerspiele 1971: nicht ausgetragen
- Mittelmeerspiele 1975: nicht teilgenommen
- Mittelmeerspiele 1979: 4. Platz (von 7 Mannschaften)
- Mittelmeerspiele 1983: 5. Platz (von 10 Mannschaften)

Kader: Philippe Médard, Bernard Morel, Patrick Persichetti, Eddie Couriol, Bernard Gaffet, Jean-Michel Geoffroy, Dominique Deschamps, Philippe Gardent, Lionel Nicolas, Philippe Locard, Éric Cailleaux, Jean-Michel Serinet, Sylvain Nouet. Trainer: Jean Nita.
- Mittelmeerspiele 1987: 2. Platz (von 8 Mannschaften)

Kader: Philippe Médard, Jean-Luc Thiébaut, Nicolas Cochery, Philippe Debureau, Gilles Derot, Philippe Gardent, Daniel Hager, Pascal Mahé, Jean-Marc Poinsot, Bruno Rios, Thierry Perreux, Alain Portes, Denis Tristant, Frédéric Volle. Trainer: Daniel Costantini.
- Mittelmeerspiele 1991: 6. Platz (von 10 Mannschaften) (Frankreich schickte eine Juniorenauswahl)

Kader: Stéphane Plantin, Stéphane Moualek, Arnaud Nita, Patrick Cazal, Christophe Sapet, Jean-Luc Caillard, Philippe Brill, Bruno Martini, Christophe Néguédé, Guéric Kervadec, Grégory Anquetil, Jean-François Schwarz, Christian Gaudin. Trainer: Sylvain Nouet, Claude Onesta.
- Mittelmeerspiele 1993: 2. Platz (von 10 Mannschaften)

Kader: Stéphane Cordinier, Christian Gaudin, François-Xavier Houlet, Philippe Julia, Guéric Kervadec, Denis Lathoud, Patrick Lepetit, Bruno Martini, Gaël Monthurel, Laurent Munier, Bruno Rios, Philippe Schaaf, Stéphane Stoecklin, Marc Wiltberger. Trainer: Daniel Costantini.
- Mittelmeerspiele 1997: 9.–13. Platz (von 13 Mannschaften)

Kader (unvollständig): Francis Franck, Yannick Reverdy, Guillaume Gille, Semir Zuzo, Stéphane Joulin, Manuel Blin, Olivier Mantès. Trainer: Daniel Costantini.
- Mittelmeerspiele 2001: 3. Platz (von 12 Mannschaften)

Kader: Thierry Omeyer, Jérôme Fernandez, Didier Dinart, Cédric Burdet, Guillaume Gille, Bertrand Gille, Daniel Narcisse, Andrej Golić, Olivier Girault, Laurent Puigségur, Jackson Richardson, Stéphane Plantin, Christophe Kempé, Yohann Ploquin, Nicolas Lemonne, Mickaël Grossman. Trainer: Claude Onesta.
- Mittelmeerspiele 2005: 7. Platz (von 10 Mannschaften)

Kader: Nicolas Lemonne, Patrice Annonay, Seufyann Sayad, Geoffroy Krantz, Sébastien Mongin, Luc Abalo, Sébastien Ostertag, Benoît Henry, Grégoire Detrez, Damien Scaccianocce, Bertrand Roiné, Christophe Kempé, Franck Junillon, Frédéric Dole, Daouda Karaboué, Sébastien Bosquet. Trainer: Claude Onesta.
- Mittelmeerspiele 2009: 2. Platz (von 9 Mannschaften)

Kader: Mickaël Robin, Benjamin Gille, Guillaume Saurina, Benjamin Massot-Pellet, Nicolas Claire, Adrien Dipanda, Cyril Dumoulin, Raphaël Caucheteux, François-Xavier Chapon, Bastien Cismondo, Pierre Montorier, Igor Anic, Damien Waeghe, Bruno Arive, William Accambray, Rémi Calvel. Trainer: Claude Onesta.
- Mittelmeerspiele 2013: nicht teilgenommen
- Mittelmeerspiele 2018: nicht teilgenommen
- Mittelmeerspiele 2022: nicht teilgenommen

### World Cup
Beim World Cup (1971–2010) in Schweden sowie teilweise in Norwegen und Deutschland, erreichte die Auswahl folgende Platzierungen:
- World Cup 1996: 3. Platz (von 8 Mannschaften)

Kader (mglw. unvollständig): Christian Gaudin, Yohann Delattre, François-Xavier Houlet, Philippe Schaaf, Guéric Kervadec, Stéphane Cordinier, Gaël Monthurel, Grégory Anquetil, Olivier Maurelli, Stéphane Stoecklin, Joël Abati, Raoul Prandi, Stéphane Joulin, Franck Maurice. Trainer: Daniel Costantini.
- World Cup 1999: 4. Platz (von 8 Mannschaften)

Kader: Christian Gaudin, Francis Franck, Benoît Varloteaux, Jérôme Fernandez, Didier Dinart, Cédric Burdet, Joël Abati, Laurent Puigségur, Guéric Kervadec, Stéphane Cordinier, Andrej Golić, Bernard Latchimy, Marc Wiltberger, Stéphane Joulin, Jackson Richardson, Patrick Cazal. Trainer: Daniel Costantini.
- World Cup 2002: 1. Platz (von 8 Mannschaften)

Kader: Christian Gaudin, Thierry Omeyer, Jérôme Fernandez, Didier Dinart, Cédric Burdet, Seufyann Sayad, Bertrand Gille, Christophe Kempé, François-Xavier Houlet, Andrej Golić, Olivier Girault, Arnaud Calbry, Jackson Richardson, Joël Abati, Stéphane Plantin, Nikola Karabatić. Trainer: Claude Onesta.
- World Cup 2004: 3. Platz (von 8 Mannschaften)

Kader (mglw. unvollständig): Yohann Ploquin, Daouda Karaboué, Thierry Omeyer, Jérôme Fernandez, Didier Dinart, Cédric Burdet, Daniel Narcisse, Olivier Girault, Christophe Kempé, Franck Junillon, Joël Abati, Michaël Guigou, Frédéric Dole, Sébastien Bosquet, Guillaume Gille. Trainer: Claude Onesta.

### Supercup
Beim Supercup (1979–2015) in Deutschland erreichte die Auswahl folgende Platzierungen:
- Supercup 1995: 4. Platz (von 6 Mannschaften)

Kader: Christian Gaudin, Bruno Martini, Marc Wiltberger, Pascal Mahé, Denis Lathoud, Guéric Kervadec, Gaël Monthurel, Stéphane Cordinier, Grégory Anquetil, Éric Amalou, Stéphane Joulin, Olivier Maurelli, Stéphane Stoecklin, Joël Abati. Trainer: Daniel Costantini.
- Supercup 1998: 2. Platz (von 6 Mannschaften)

Kader (unvollständig): Jackson Richardson, Guéric Kervadec, Stéphane Joulin, Stéphane Stoecklin, Guillaume Gille, Jérôme Fernandez. Trainer: Daniel Costantini.
- Supercup 1999: 6. Platz (von 6 Mannschaften)

Kader: Christian Gaudin, Thierry Omeyer, Jérôme Fernandez, Didier Dinart, Cédric Burdet, Guillaume Gille, Bertrand Gille, Guéric Kervadec, Grégory Anquetil, Andrej Golić, Olivier Girault, Stéphane Joulin, Jackson Richardson, Joël Abati, Marc Wiltberger. Trainer: Daniel Costantini.
- Supercup 2003: 6. Platz (von 6 Mannschaften)

Kader: Yohann Ploquin, Thierry Omeyer, Jérôme Fernandez, Didier Dinart, Cédric Burdet, Guillaume Gille, Bertrand Gille, Guéric Kervadec, Daniel Narcisse, Grégory Anquetil, Andrej Golić, Olivier Girault, Franck Junillon, Jackson Richardson, Joël Abati. Trainer: Claude Onesta.
- Supercup 2005: 2. Platz (von 6 Mannschaften)

Kader: Yohann Ploquin, Thierry Omeyer, Daouda Karaboué, Cédric Sorhaindo, Didier Dinart, Sébastien Bosquet, Guillaume Gille, Daniel Narcisse, Olivier Girault, Nikola Karabatić, Christophe Kempé, Franck Junillon, Sébastien Mongin, Luc Abalo, Michaël Guigou, Frédéric Dole. Trainer: Claude Onesta.

### Goodwill Games
Bei den Goodwill Games (1986–2001) erreichte die Auswahl folgende Platzierungen:
- Goodwill Games 1994: 1. Platz (von 6 Mannschaften)

Kader: Philippe Gardent, Christian Gaudin, François-Xavier Houlet, Guéric Kervadec, Denis Lathoud, Patrick Lepetit, Bruno Martini, Gaël Monthurel, Thierry Perreux, Éric Quintin, Jackson Richardson, Philippe Schaaf, Stéphane Stoecklin. Trainer: Daniel Costantini.

### Eurotournoi
Beim Eurotournoi in Frankreich, einem Turnier für Nationalmannschaften ausgetragen in den Jahren Olympischer Sommerspiele, erreichte die Auswahl folgende Platzierungen:
- Eurotournoi 2000: 3. Platz (von 4 Mannschaften)
- Eurotournoi 2004: 1. Platz (von 4 Mannschaften)

Kader: Yohann Ploquin, Thierry Omeyer, Jérôme Fernandez, Didier Dinart, Cédric Burdet, Guillaume Gille, Bertrand Gille, Guéric Kervadec, Daniel Narcisse, Grégory Anquetil, Andrej Golić, Nikola Karabatić, Joël Abati, Michaël Guigou, Jackson Richardson. Trainer: Claude Onesta.
- Eurotournoi 2008: 1. Platz (von 4 Mannschaften)

Kader: Thierry Omeyer, Daouda Karaboué, Jérôme Fernandez, Didier Dinart, Cédric Burdet, Guillaume Gille, Bertrand Gille, Olivier Girault, Nikola Karabatić, Christophe Kempé, Joël Abati, Michaël Guigou, Luc Abalo, Cédric Sorhaindo, Cédric Paty. Trainer: Claude Onesta.
- Eurotournoi 2012: 1. Platz (von 4 Mannschaften)

Kader: Thierry Omeyer, Daouda Karaboué, Jérôme Fernandez, Didier Dinart, Xavier Barachet, Guillaume Gille, Daniel Narcisse, Guillaume Joli, Samuel Honrubia, Nikola Karabatić, William Accambray, Luc Abalo, Cédric Sorhaindo, Michaël Guigou, Grégoire Detrez. Trainer: Claude Onesta.
- Eurotournoi 2016: 1. Platz (von 4 Mannschaften)

Kader: Vincent Gérard, Wesley Pardin, Guy Olivier Nyokas, Daniel Narcisse, Nikola Karabatić, Kentin Mahé, Mathieu Grébille, Timothey N’Guessan, Luc Abalo, Cédric Sorhaindo, Michaël Guigou, Luka Karabatić, Ludovic Fabregas, Adrien Dipanda, Valentin Porte.
- Eurotournoi 2020: abgesagt wegen der COVID-19-Pandemie

### Tournoi de Paris Île-de-France
Das Tournoi de Paris Île-de-France fand von 1984 bis 1988 für Vereinsmannschaften und von 1990 bis 2013 jährlich in Paris für Nationalmannschaften statt. Es wurde durch die Golden League ersetzt.
- 1. Platz: 1991, 1994, 1996, 1998, 2001, 2002, 2003, 2005, 2006, 2007, 2008, 2009, 2010, 2011, 2012, 2013
- 2. Platz: 1990, 1992, 1993, 1995, 1997, 2000
- 3. Platz: 1999

### Golden League
Bei der Golden League, einem alle zwei Jahre in mehreren Kleinturnieren ausgetragenen Wettbewerb in Dänemark, Norwegen und Frankreich, erreichte die Auswahl folgende Platzierungen:
- Golden League 2013/14:
  - 2. Platz (von 4 Mannschaften)
  - 2. Platz (von 4 Mannschaften)
  - 1. Platz (von 4 Mannschaften)
- Golden League 2015/16:
  - 4. Platz (von 4 Mannschaften)
  - 1. Platz (von 4 Mannschaften)

- Golden League 2017/18:
  - 3. Platz (von 4 Mannschaften)
  - 2. Platz (von 4 Mannschaften)
  - 1. Platz (von 4 Mannschaften)
- Golden League 2019/20:
  - 1. Platz (von 4 Mannschaften)
  - 1. Platz (von 4 Mannschaften)

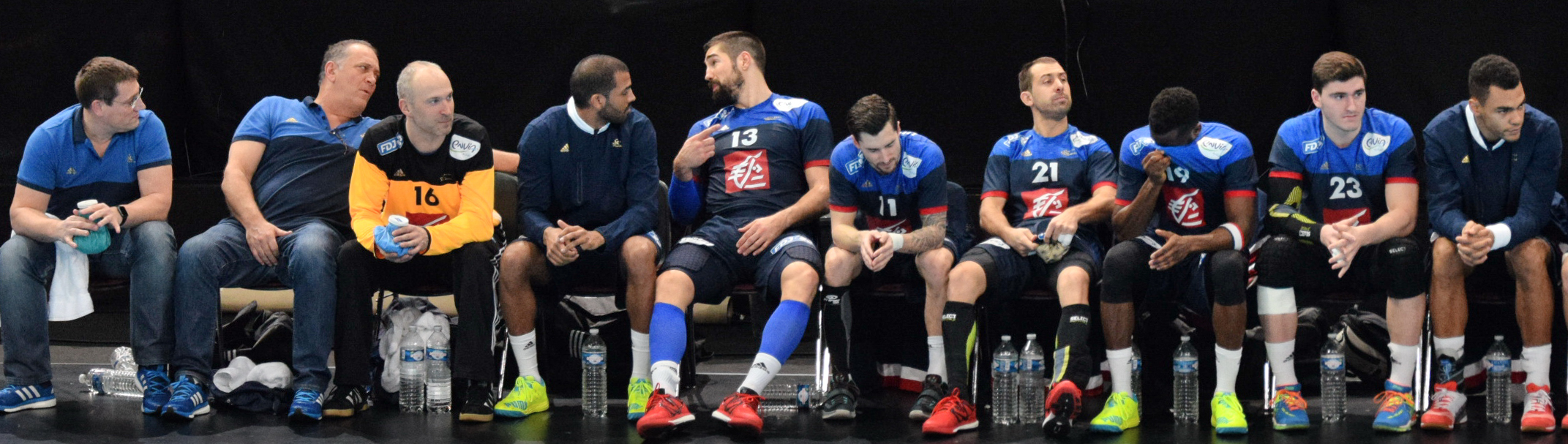
Die französische Bank im Spiel gegen Dänemark (2016).

  - 3. Turnier wegen der Covid-19-Pandemie abgesagt
- Golden League 2021/22:
  - 2. Platz (von 4 Mannschaften)
  - 2. Turnier wegen der Covid-19-Pandemie abgesagt
  - 1. Platz (von 4 Mannschaften)

### Challenge Marrane
Die Challenge international Georges-Marrane, ein vom Pariser Verein US Ivry HB seit 1975 ausgerichtetes Turnier für Vereins- und Nationalmannschaften, gewann die Auswahl bei folgenden Austragungen:
- 1991: 1. Platz

Kader (unvollständig): Gilles Derot, Pascal Mahé, Philippe Debureau, Frédéric Volle, Denis Tristant, Gaël Monthurel, Alain Portes, Éric Quintin, Philippe Gardent, Thierry Perreux, Jackson Richardson, Stéphane Stoecklin.
- 2000: 1. Platz
- 2005: 1. Platz
- 2006: 1. Platz
- 2007: 1. Platz

## Aktueller Kader
| Nr.            | Spieler           | Geburtstag | Alter | Position        | Größe  | Gewicht | Verein                   | Lsp. | Tore |
| -------------- | ----------------- | ---------- | ----- | --------------- | ------ | ------- | ------------------------ | ---- | ---- |
| 92             | Remi Desbonnet    | 28.02.1992 | 33    | Torhüter        | 1,82 m | 85 kg   | Montpellier Handball     | 40   | 4    |
| 12             | Vincent Gérard    | 16.12.1986 | 38    | Torhüter        | 1,88 m | 86 kg   | Istres Provence Handball | 152  | 18   |
| 25             | Hugo Descat       | 16.08.1992 | 33    | Linksaußen      | 1,83 m | 94 kg   | KC Veszprém              | 58   | 244  |
| 31             | Dylan Nahi        | 30.11.1999 | 25    | Linksaußen      | 1,92 m | 107 kg  | KS Kielce                | 57   | 155  |
| 13             | Nikola Karabatić  | 11.04.1984 | 41    | Rückraum links  | 1,96 m | 104 kg  | Paris Saint-Germain      | 357  | 1294 |
| 8              | Elohim Prandi     | 24.08.1998 | 26    | Rückraum links  | 1,93 m | 96 kg   | Paris Saint-Germain      | 39   | 94   |
| 5              | Nedim Remili      | 18.07.1995 | 30    | Rückraum Mitte  | 1,95 m | 101 kg  | KC Veszprém              | 127  | 389  |
| 23             | Ludovic Fabregas  | 01.07.1996 | 29    | Kreisläufer     | 1,98 m | 104 kg  | KC Veszprém              | 141  | 344  |
| 22             | Luka Karabatić    | 19.04.1988 | 37    | Kreisläufer     | 2,02 m | 90 kg   | Paris Saint-Germain      | 154  | 174  |
| 34             | Karl Konan        | 03.06.1995 | 30    | Kreisläufer     | 1,96 m | 95 kg   | Montpellier Handball     | 34   | 6    |
| 10             | Dika Mem          | 31.08.1997 | 27    | Rückraum rechts | 1,94 m | 104 kg  | FC Barcelona             | 118  | 399  |
| 9              | Melvyn Richardson | 31.01.1997 | 28    | Rückraum rechts | 1,90 m | 90 kg   | FC Barcelona             | 87   | 208  |
| 2              | Yanis Lenne       | 29.06.1996 | 29    | Rechtsaußen     | 1,87 m | 88 kg   | Montpellier Handball     | 56   | 111  |
| 28             | Valentin Porte    | 07.09.1990 | 34    | Rechtsaußen     | 1,90 m | 96 kg   | Montpellier Handball     | 190  | 425  |
| Reservespieler |                   |            |       |                 |        |         |                          |      |      |
| 1              | Samir Bellahcene  | 20.02.1995 | 30    | Torhüter        | 1,91 m | 120 kg  | THW Kiel                 | 12   | 1    |
| 4              | Aymeric Minne     | 20.04.1997 | 28    | Rückraum Mitte  | 1,86 m | 85 kg   | HBC Nantes               | 26   | 75   |
| 11             | Nicolas Tournat   | 05.04.1994 | 31    | Kreisläufer     | 2,00 m | 116 kg  | HBC Nantes               | 96   | 219  |

## Bisherige Trainer
| Zeitraum   | Nation      | Trainer                      |
| ---------- | ----------- | ---------------------------- |
|            | Frankreich  | René Ricard, Jean Pinturault |
| 1958       | Deutschland | Bernhard Kempa               |
|            | Frankreich  | Jean-Pierre Lacoux           |
|            | Frankreich  | Serge Gelé                   |
| 1971–1977  | Frankreich  | Fernand Zaegel               |
| 1977–1981  | Frankreich  | Jean-Michel Germain          |
| 1981–1985  | Frankreich  | Jean Nita                    |
| 1985–2001  | Frankreich  | Daniel Costantini            |
| 2001–2016  | Frankreich  | Claude Onesta                |
| 2016–2020  | Frankreich  | Didier Dinart                |
| 2020–heute | Frankreich  | Guillaume Gille              |

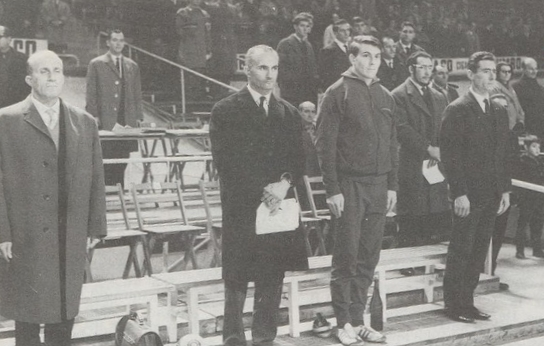
René Ricard, Jean Pinturault, Spieler Jean-Louis Silvestro und Jean-Pierre Lacoux (v.l.)
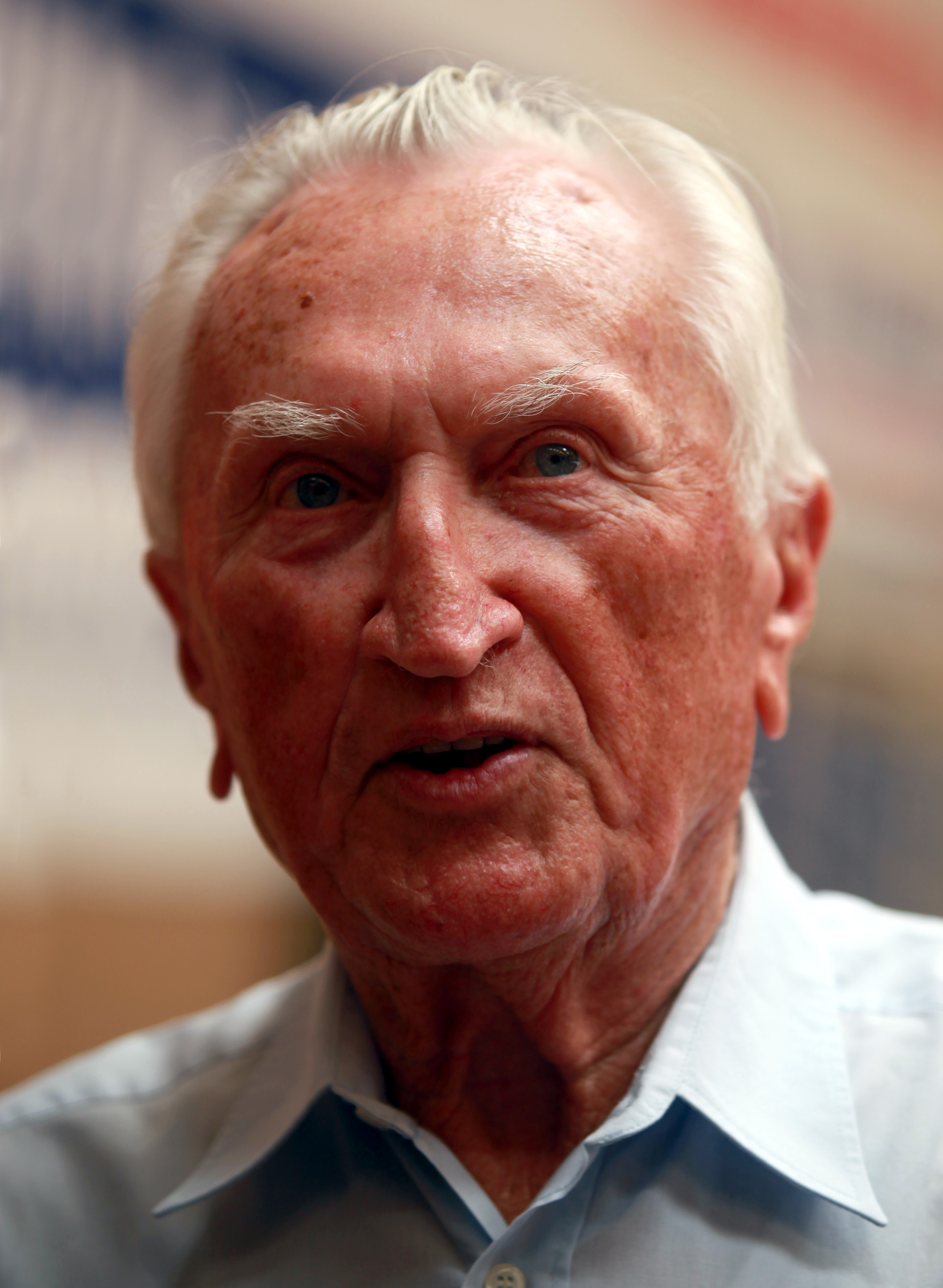
Bernhard Kempa
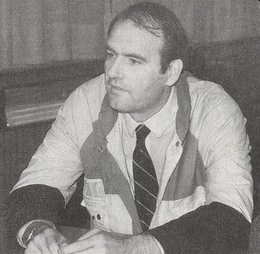
Jean-Michel Germain
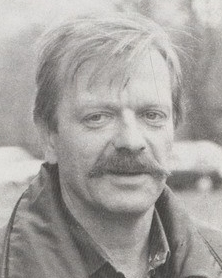
Jean Nita
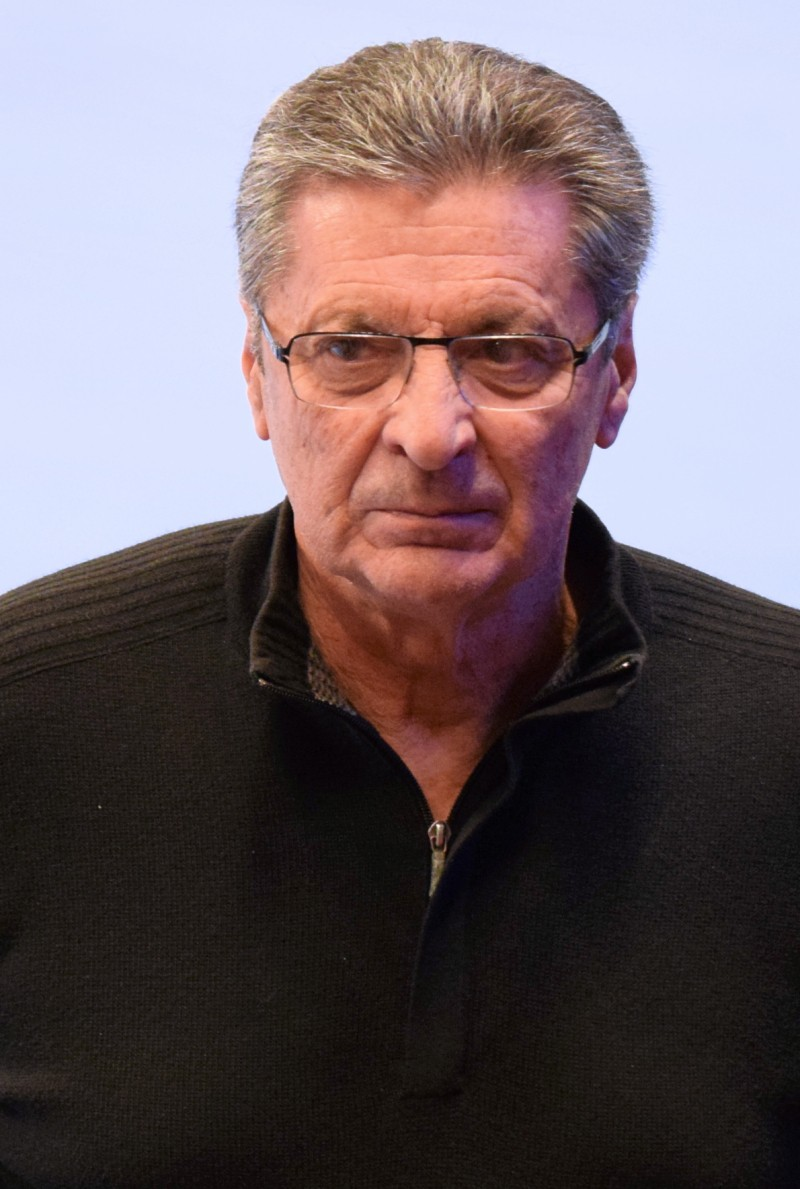
Daniel Costantini
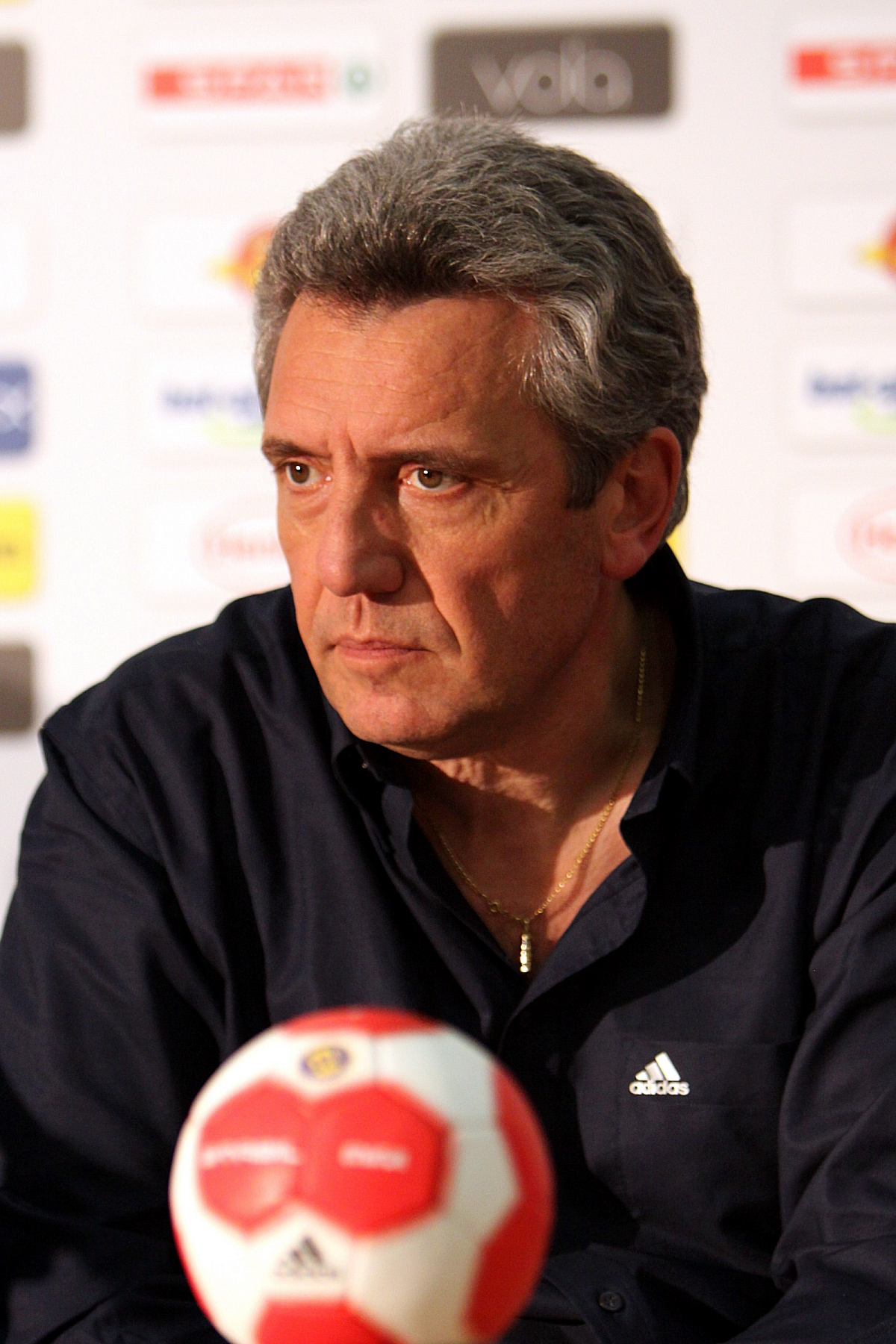
Claude Onesta
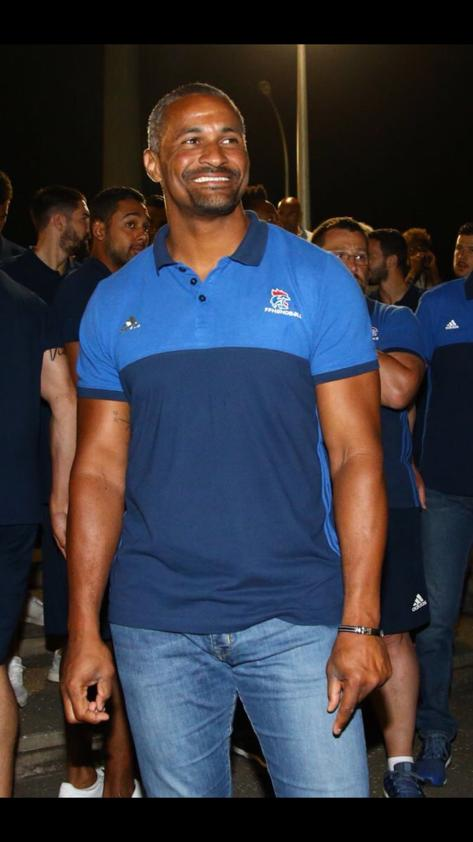
Didier Dinart
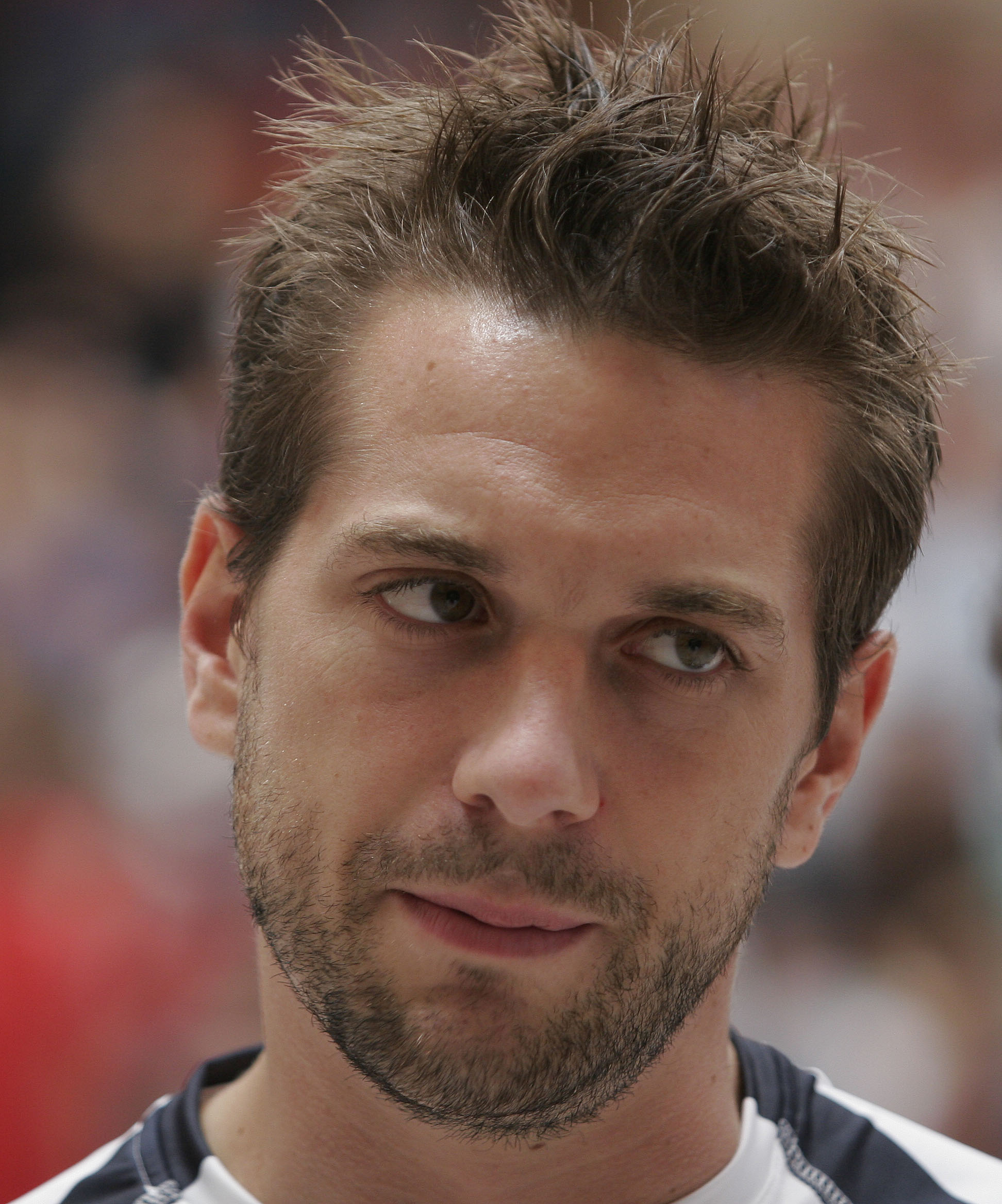
Guillaume Gille

## Spielerrekorde
Aktive Spieler sind grün hinterlegt. Stand: 2. August 2024.

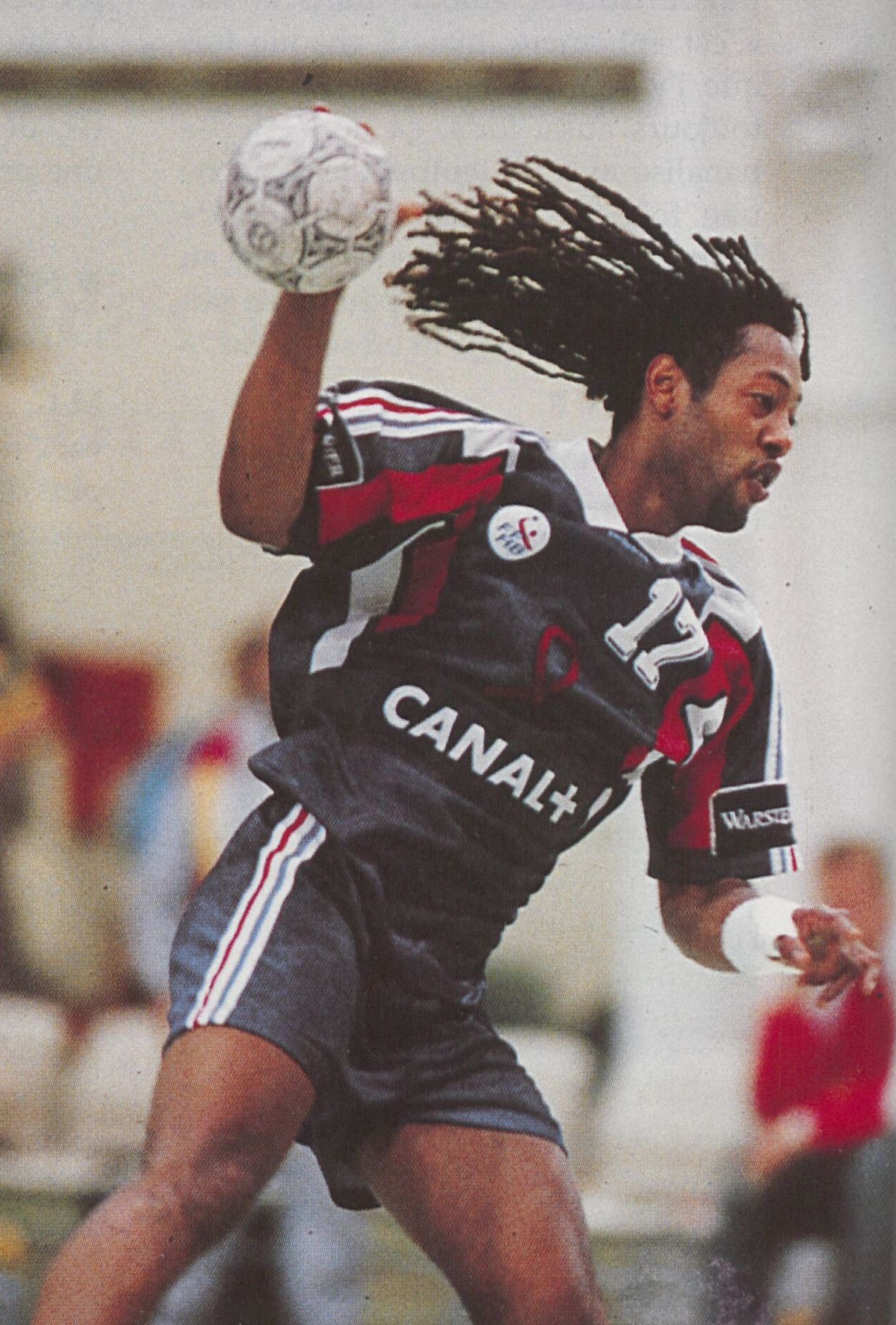
Jackson Richardson (1995)

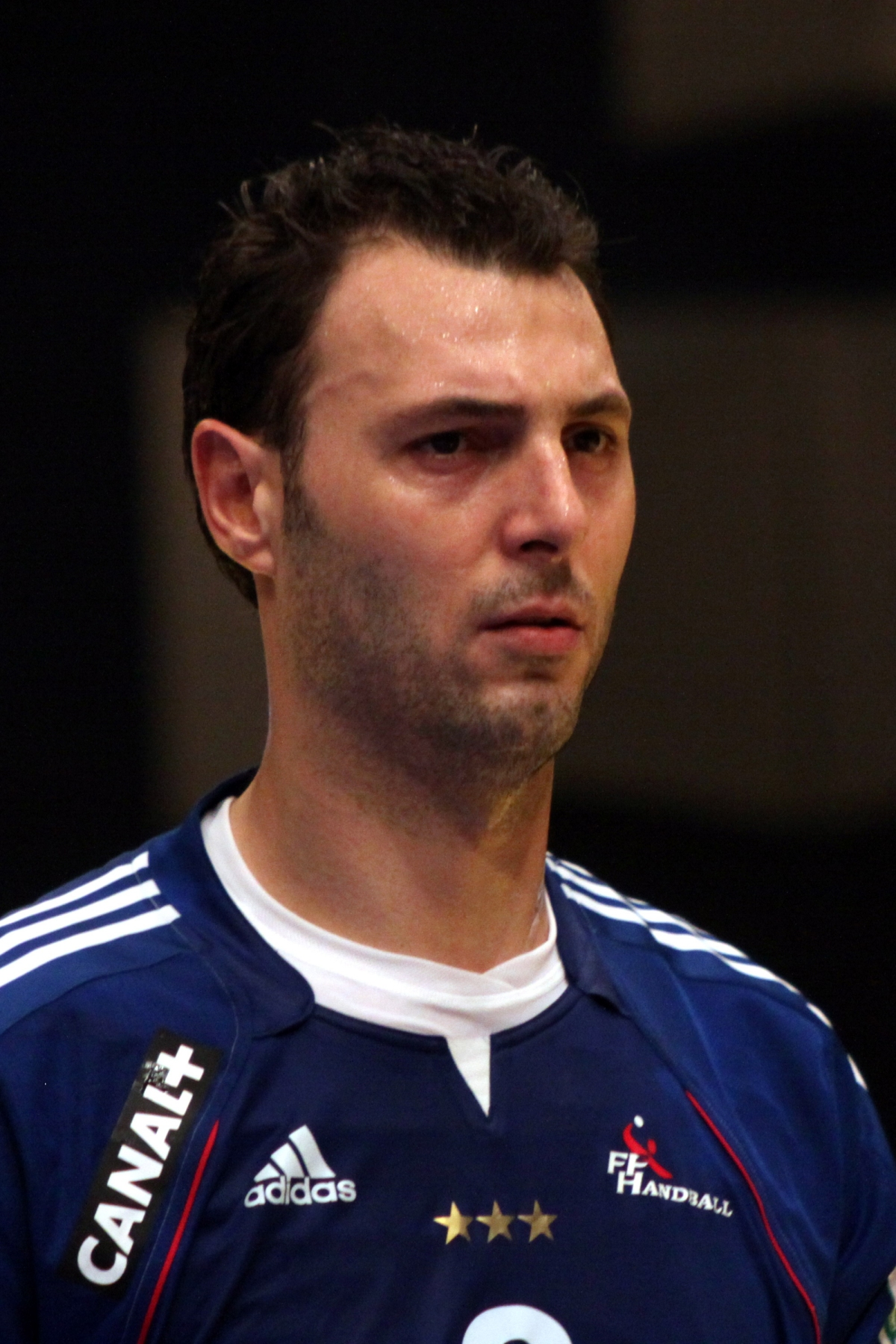
Jérôme Fernandez (2010)

| Meiste Spiele | Meiste Spiele      | Meiste Spiele | Meiste Spiele |
| Rang          | Spieler            | Jahre         | Spiele        |
| ------------- | ------------------ | ------------- | ------------- |
| 1.            | Jackson Richardson | 1990–2005     | 417           |
| 2.            | Jérôme Fernandez   | 1997–2015     | 390           |
| 3.            | Didier Dinart      | 1996–2013     | 379           |
| 4.            | Nikola Karabatić   | 2002–2024     | 362           |
| 5.            | Thierry Omeyer     | 1999–2017     | 358           |
| 6.            | Daniel Narcisse    | 2000–2017     | 311           |
| 7.            | Guillaume Gille    | 1996–2012     | 308           |
| 8.            | Michaël Guigou     | 2002–2021     | 307           |
| 9.            | Philippe Gardent   | 1983–1995     | 298           |
| 10.           | Pascal Mahé        | 1984–1996     | 297           |

| Meiste Tore | Meiste Tore        | Meiste Tore | Meiste Tore |
| Rang        | Spieler            | Jahre       | Tore        |
| ----------- | ------------------ | ----------- | ----------- |
| 1.          | Jérôme Fernandez   | 1997–2015   | 1463        |
| 2.          | Nikola Karabatić   | 2002–2024   | 1302        |
| 3.          | Michaël Guigou     | 2002–2021   | 1021        |
| 4.          | Frédéric Volle     | 1987–1996   | 1016        |
| 5.          | Daniel Narcisse    | 2000–2017   | 943         |
| 6.          | Stéphane Stoecklin | 1990–1999   | 898         |
| 7.          | Luc Abalo          | 2005–2021   | 859         |
| 8.          | Bertrand Gille     | 1997–2013   | 806         |
| 9.          | Jackson Richardson | 1990–2005   | 787         |
| 10.         | Pascal Mahé        | 1984–1996   | 739         |